# Голдобин, Иван Флегонтович
Ива́н Флего́нтович Голдо́бин  (ок. 1830 —  27 марта 1892) — верхнеудинский, иркутский и киренский купец I-й гильдии, потомственный почётный гражданин Верхнеудинска, золотопромышленник, общественный деятель, меценат.

## Биография
Происходил из мещан. Владел золотыми приисками в Верхоленском, Читинском и Акшинском округах.
В Верхнеудинске содержал склад, 4 ренских погреба и около 10 кабаков. В Верхнеудинском уезде развивал винокуренное, стекольное и мукомольное производство на сумму 1,3 млн руб. Пытался развернуть виноторговлю в Нерчинском округе, но не выдержал конкуренции с купцами Сибиряковыми, Рындиным, Лукиным. Жертвовал на просвещение, здравоохранение, на Александрийский детский приют в Иркутске, почётным старшиной которого был с 1870 по 1887 годы. 
С 1873 по 1879 год избран гласным иркутской городской думы.  
В 1874 году участвовал в финансировании создания Верхнеудинского приюта для арестантских детей. В 1882 вместе с женой участвовал в финансировании создания Читинского приюта для арестанских детей.
В 1879 купил в Иркутске дом у И. С. Хаминова, который полностью реконструировал, сделав усадьбу и магазин. В том же году приобрёл усадьбу в центре Верхнеудинска (в 1999 в этом доме открылся Музей истории города Улан-Удэ).
В 1868 году построил водочный завод в селе Никольском. В 1888 году построил стеклоделательный завод в Ганзурино.
В 1880 году подарил ВСОРГО 1000  рублей для восстановления научной коллекции, сгоревшей во время пожара в Иркутске (1879). Член распорядительного комитета Иркутского благотворительного общества. С 1881 года — член-соревнователь ВСОРГО. В 1882 —1885 годах — директор комитета Иркутского тюремного управления.
В 1885 году «перечислен» из иркутского купеческого общества в верхнеудинское.
20—21 июня 1891 года в Верхнеудинске в его доме на Большой улице останавливался Его Императорское Величество Государь наследник цесаревич Николай Александрович.
В Верхнеудинске именем Голдобина была названа улица Голдобинская — бывшая Лесная.

## Награды
- в 1882 году награждён, как попечитель иркутской Кузнецовской больницы, золотой медалью «За усердие» на Владимирской ленте;
- в 1887 награждён золотыми часами, украшенными изображением государственного герба.
- 3 февраля 1889 года награждён орденом Св. Анны 3 ст. за построение при Николаевском винокуренном заводе церкви св. мученицы Елизаветы; за участие в строительстве и украшении церквей в Куйтуне и Нижнем Убукуне[3].

## Благотворительность
Жертвовал на просвещение и здравоохранение. С 1868 года ежегодно передавал 300 рублей в верхоленский миссионерский стан, в 1874 — 1877 годах на потребности духовной миссии. С 1880 года делал ежедневный взнос в 300 рублей на содержание Якутской женской гимназии.  Ежегодно вносил средства в фонд Нерчинского публичного музея. Внёс крупные суммы в пользу потерпевших от пожара в Верхнеудинске (1878 год) и в Иркутске (1879 год).

## Семья

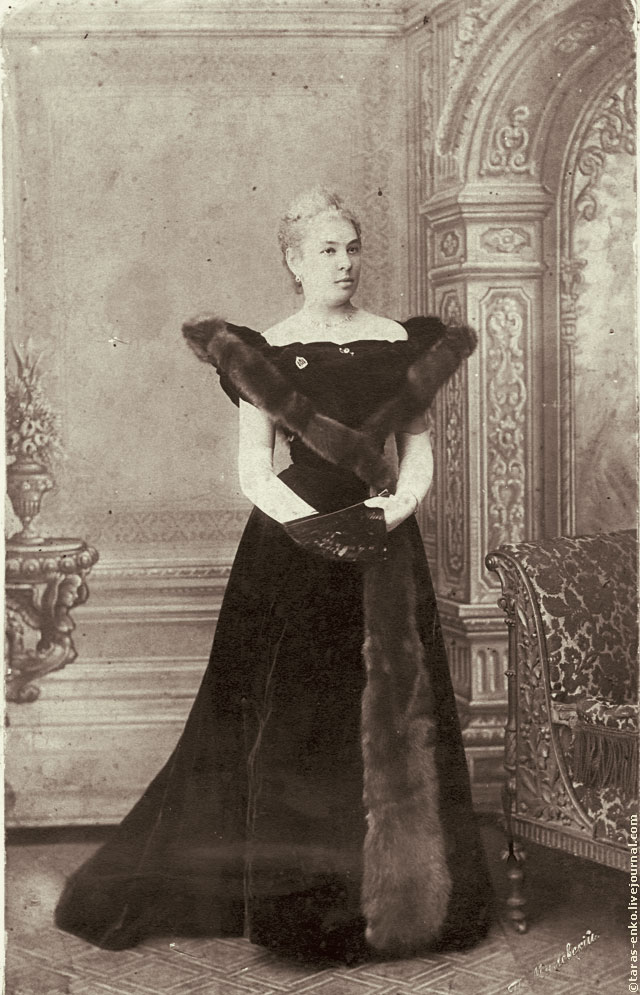
Елизавета Голдобина

Жена Елизавета Ивановна (? – после 1916) — потомственная почётная гражданка Верхнеудинска, иркутская купчиха 1-й гильдии. После смерти И. Ф. Голдобина вышла замуж за генерал-лейтенанта И. К. Кукеля. В 1900-е годы Елизавета Ивановна переехала в Киев. Соучредитель «Михайловского Амурского торгово-промышленного товарищества» для производства винокурения и торговли в Амурской и Приморской области (1894 год), совладелица Михайловского винокуренного завода. Член Иркутского благотворительного общества, попечительница Киренской (1881 — 1887) и Верхнеудинской женских гимназий, председатель дамского отделения губернского комитета попечительского общества о тюрьмах (1887 — 1895). По завещанию мужа устроила приют для неимущих и престарелых. Пожертвовала 3000 рублей на строительство театра в Иркутске (1897). На станции Хилок построила церковь и церковно-приходское училище (1898), на станции Чита — церковь Святой мученицы Елизаветы и здание Николаевского училища.
Сын Николай Иванович (род. 1853? — март 1928) — верхнеудинский и кяхтинский купец 2-й и 1-й гильдий, читинский купец 1-й гильдии, потомственный почётный гражданин Верхнеудинска. Виноторговец, торговал мукой-крупчаткой и стеклом. Скончался в Верхнеудинске в марте 1928 года. Похоронен 14 марта.